# Anson Chan
Anson Chan (chinois : 陳方安生; née le 17 janvier 1940) est une femme politique pro-démocrate et une fonctionnaire de Hong-Kong ayant exercé les fonctions de secrétaire en chef du gouvernement de Hong Kong sous mandat britannique.

## Biographie
Anson Chan est la première femme à intégrer la fonction publique à Hong-Kong en 1962 et nommé directrice en 1984. En 1993, Anson Chan a été nommé secrétaire en chef par  le gouverneur de Hong Kong  Chris Patten  devenant ainsi la première femme à occuper ce poste dans l'administration hongkongaise[réf. à confirmer]. Elle démissionne en janvier 2001 un an et demi avant le terme prévu. Particulièrement populaire, sa démission relève les premières tensions avec Pékin qui souhaite imposer Tung Chee-Hwa au sein de la «région autonome spéciale» selon le choix d'un collège électoral au détriment d'un suffrage universel. 

### Engagement politique
Durant toute sa carrière professionnelle, Anson Chan s'est particulièrement engagé pour la défense de l'autonomie de Hong-Kong, l'indépendance de la justice et la liberté de la presse. Elle est décrite par le magazine Newsweek comme « la conscience de Hong-Kong » lié à son engagement pour une presse libre, condition indispensable, selon elle, à la préservation d'une société libre et ouverte à Hong-Kong.  
Lors des manifestations  du Mouvement des parapluies en 2014,  elle déclare que le contrôle chinois, instauré par Pékin depuis 1997, "n'avait pas réussi à capturer le cœur et l'esprit des jeunes, mais il les avait de plus en plus aliénés" notamment en créant un règlement qui permet au Parti communiste d'appliquer le droit de veto portant sur des candidats auquel qu'il n'adhère pas.   
En 2018, elle reçoit le Prix O'Connor pour son engagement  pour un gouvernement transparent et une démocratie directe selon un suffrage universel complet à Hong-Kong.
Lors des manifestations de Hong-Kong en 2019, elle milite pour maintenir les « deux systèmes » juridiques. Dans une vidéo diffusée publiée le 15 août sur YouTube, le Global Times, quotidien pro-chinois, inclut Anson Chan dans la « bande des quatre » désignant les personnalités politiques et médiatiques  qui incitent, selon le quotidien,la jeunesse hong-kongaise à participer aux manifestations. Cette liste est composée également de Lai Chee-Ying (connu sous son nom occidental Jimmy Lai) propriétaire du journal hongkongais pro-démocratie Apple Daily appartenant au groupe Next Media, Martin Lee, fondateur du Parti démocrate et Albert Ho. Le quotidien lui reproche  également d'impliquer le gouvernement américain dans la crise  lors de son déplacement à Washington en mars 2019 .  Anson Chan minimise son influence et déclare que seule Carrie Lam, cheffe de l’exécutif local, permettrait une sortie de crise. 
Après le décès de sa fille en 2020, elle annonce à l’âge de 80 ans, qu’elle se retire de la vie civique et politique. Lors de son départ elle déclare «Hong Kong a été et sera toujours ma maison. J'exhorte les jeunes à ne pas perdre espoir pour leur avenir et à continuer à adhérer aux valeurs qui sous-tendent notre ville unique, mais à le faire de manière pacifique et respectueuse des lois ». 

## Prix et distinctions
- Prix O'Connor Justice en 2018